# Bundesliga (hockey)
De Bundesliga is de hoogste Duitse hockeycompetitie zowel bij het veldhockey als het zaalhockey.

## Geschiedenis en competitie opzet

### Heren (veld)
Sinds 1937 wordt er om het Duitse kampioenschap hockey gestreden. Tussen 1969 en 2003 werd er gespeeld in twee groepen van zes teams. Sinds 2003 is er bij de heren één groep van twaalf teams met als tweede niveau de 2. Bundesliga die in een Noord- en een Zuidpoule is verdeeld. Daaronder zijn er vier Regional-liga's (Noord, Oost, Zuid en West). De twee laagst geklasseerden uit de Bundesliga degradeerden naar de 2. Bundesliga en de beide poulewinnaars van de 2. Bundesliga promoveren. Tussen 2007 en 2020 was er een play-offsysteem waarbij de hoogste vier om het kampioenschap om twee plaatsten in de Euro Hockey League (EHL) strijden, de winnaar van de nummer 5 tot en met 8 strijdt met de nummer drie van de eerste groep om één plaats in de EHL, en de onderste vier ploegen proberen twee degradatieplaatsen te ontlopen.

### Dames (veld)
Bij de dames was er tussen 2010 en 2020 één poule van twaalf ploegen waarbij de competitie gevolgd wordt door een play-off om de landstitel die gespeeld wordt door de hoogste vier ploegen. De nummers 11 en 12 degradeerden.

### Zaalhockey
Bij het zaalhockey zijn er sinds 2001 zowel bij de heren als de dames vier regionale poules (Noord, Oost, Zuid en West) van zes ploegen. De beste twee plaatsen zich voor de play-offs waarbij de kampioen zich ook plaatst voor de Europacup zaalhockey. De laatste in de poule degradeert. 

## Nieuwe competitie opzet 2021
Voor aanvang van de tweede competitie helft in het jaar 2021/22 heeft de hockeybond een nieuw competitie format ingevoerd. Op basis van oude en huidige ranglijsten werden twee poules gevormd. Beide bestaande uit 6 teams. In elke poule speelt elk team 2 wedstrijden tegen elkaar. Ook speelt elke ploeg één wedstrijd tegen elke ploeg uit de andere poule. De ploegen die, na 11 gespeelde wedstrijden, als 5e en 6e zijn geëindigd spelen onderling wedstrijden, play-outs genoemd. Uit poule A en B spelen de nummers 5 en 6 tegen elkaar, in een best of five. De nummers 1 tot en met 4 van elke poule spelen onderlinge play-off wedstrijden. De winnaar van deze play-offs is kampioen van de Bundesliga. 
- De kwartfinales zien er als volgt uit:

Poule A; nummer 1 - Poule B, nummer 4
Poule B; nummer 2 - Poule A, nummer 3
Poule B; nummer 1 - Poule A, nummer 4
Poule A; nummer 2 - Poule B, nummer 3
Dit vernieuwde competitie format geldt voor de mannen en vrouwen.

## Winnaars
| Jaar | Veldhockey Heren           | Veldhockey Dames           | Zaalhockey Heren           | Zaalhockey Dames           |
| ---- | -------------------------- | -------------------------- | -------------------------- | -------------------------- |
| 1937 | Berliner SC                |                            |                            |                            |
| 1938 | Berliner SC                |                            |                            |                            |
| 1939 | TSV Sachsenhausen 1857     |                            |                            |                            |
| 1940 | Berliner SV 92             | Rot-Weiß Berlin            |                            |                            |
| 1941 | Berliner HC                | Würzburger Kickers         |                            |                            |
| 1942 | Berliner HC                | Harvestehuder THC          |                            |                            |
| 1943 | TSV Sachsenhausen 1857     | Harvestehuder THC          |                            |                            |
| 1944 | LSV Hamburg                | Harvestehuder THC          |                            |                            |
| 1950 | HTC Uhlenhorst Mülheim     | Harvestehuder THC          |                            |                            |
| 1951 | Club Raffelberg            | Harvestehuder THC          |                            |                            |
| 1952 | Klipper THC Hamburg        | Würzburger Kickers         |                            |                            |
| 1953 | Club Raffelberg            | Würzburger Kickers         |                            |                            |
| 1954 | HTC Uhlenhorst Mülheim     | 1. FC Nürnberg             |                            |                            |
| 1955 | HTC Uhlenhorst Mülheim     | Würzburger Kickers         |                            |                            |
| 1956 | SC Brandenburg             | Würzburger Kickers         |                            |                            |
| 1957 | HTC Uhlenhorst Mülheim     | Harvestehuder THC          |                            |                            |
| 1958 | HTC Uhlenhorst Mülheim     | Harvestehuder THC          |                            |                            |
| 1959 | SC Brandenburg             | Harvestehuder THC          |                            |                            |
| 1960 | HTC Uhlenhorst Mülheim     | Harvestehuder THC          |                            |                            |
| 1961 | Berliner HC                | SC Brandenburg             |                            |                            |
| 1962 | Berliner HC                | Harvestehuder THC          | Berliner HC                | SKG Frankfurt              |
| 1963 | Berliner HC                | Uhlenhorster HC Hamburg    | Berliner HC                | ESV Rot-Weiß Stuttgart     |
| 1964 | HTC Uhlenhorst Mülheim     | Harvestehuder THC          | Uhlenhorster HC Hamburg    | ESV Rot-Weiß Stuttgart     |
| 1965 | Berliner HC                | Eintracht Braunschweig     | Berliner HC                | Rot-Weiss Köln             |
| 1966 | Gladbacher HTC             | Großflottbeker THGC        | Gladbacher HTC             | Großflottbeker THGC        |
| 1967 | niet afgemaakt             | niet afgemaakt             | Gladbacher HTC             | ESV Rot-Weiß Stuttgart     |
| 1968 | Rüsselsheimer RK 08        | Harvestehuder THC          | HG Nürnberg                | ESV Rot-Weiß Stuttgart     |
| 1969 | SC 1880 Frankfurt          | Eintracht Braunschweig     | TG Frankenthal             | ESV Rot-Weiß Stuttgart     |
| 1970 | SC 1880 Frankfurt          | Großflottbeker THGC        | Berliner HC                | ESV Rot-Weiß Stuttgart     |
| 1971 | Rüsselsheimer RK 08        | Harvestehuder THC          | HC Heidelberg              | ESV Rot-Weiß Stuttgart     |
| 1972 | Rot-Weiss Köln             | TSV Zehlendorf 88          | SC 1880 Frankfurt          | Großflottbeker THGC        |
| 1973 | Rot-Weiss Köln             | Harvestehuder THC          | Rüsselsheimer RK 08        | Eintracht Braunschweig     |
| 1974 | Rot-Weiss Köln             | Eintracht Braunschweig     | Rot-Weiss Köln             | Eintracht Braunschweig     |
| 1975 | Rüsselsheimer RK 08        | Eintracht Braunschweig     | Berliner HC                | Eintracht Braunschweig     |
| 1976 | Schwarz-Weiß Köln          | Eintracht Braunschweig     | Rüsselsheimer RK 08        | SC Brandenburg             |
| 1977 | Rüsselsheimer RK 08        | Großflottbeker THGC        | TG Frankenthal             | Blau-Weiss Köln            |
| 1978 | Rüsselsheimer RK 08        | Eintracht Braunschweig     | Rot-Weiss Köln             | SC Brandenburg             |
| 1979 | TG Frankenthal             | Großflottbeker THGC        | Rüsselsheimer RK 08        | Blau-Weiss Köln            |
| 1980 | TG Frankenthal             | Blau-Weiss Köln            | TG Frankenthal             | Blau-Weiss Köln            |
| 1981 | Gladbacher HTC             | 1. Hanauer THC             | TG Frankenthal             | RTHC Bayer Leverkusen      |
| 1982 | HC Heidelberg              | RTHC Bayer Leverkusen      | TG Frankenthal             | RTHC Bayer Leverkusen      |
| 1983 | TG Frankenthal             | RTHC Bayer Leverkusen      | TG Frankenthal             | 1. Hanauer THC             |
| 1984 | Limburger HC               | 1. Hanauer THC             | TG Frankenthal             | RTHC Bayer Leverkusen      |
| 1985 | HTC Uhlenhorst Mülheim     | RTHC Bayer Leverkusen      | Limburger HC               | Blau-Weiss Köln            |
| 1986 | HTC Uhlenhorst Mülheim     | Blau-Weiss Köln            | Rot-Weiss Köln             | SC Brandenburg             |
| 1987 | HTC Uhlenhorst Mülheim     | Blau-Weiss Köln            | HTC Uhlenhorst Mülheim     | RTHC Bayer Leverkusen      |
| 1988 | HTC Uhlenhorst Mülheim     | SC 1880 Frankfurt          | Gladbacher HTC             | SC Brandenburg             |
| 1989 | SC 1880 Frankfurt          | SC 1880 Frankfurt          | Rot-Weiss Köln             | SC Brandenburg             |
| 1990 | HTC Uhlenhorst Mülheim     | RTHC Bayer Leverkusen      | Limburger HC               | Rüsselsheimer RK 08        |
| 1991 | HTC Uhlenhorst Mülheim     | Eintracht Frankfurt        | Limburger HC               | Rüsselsheimer RK 08        |
| 1992 | Dürkheimer HC              | Rüsselsheimer RK 08        | Rot-Weiss Köln             | Berliner HC                |
| 1993 | Dürkheimer HC              | Rüsselsheimer RK 08        | Rot-Weiss Köln             | Rüsselsheimer RK 08        |
| 1994 | HTC Uhlenhorst Mülheim     | Berliner HC                | Harvestehuder THC          | Rüsselsheimer RK 08        |
| 1995 | HTC Uhlenhorst Mülheim     | Rüsselsheimer RK 08        | Rot-Weiss Köln             | Berliner HC                |
| 1996 | Harvestehuder THC          | Berliner HC                | Harvestehuder THC          | Berliner HC                |
| 1997 | HTC Uhlenhorst Mülheim     | Rüsselsheimer RK 08        | Dürkheimer HC              | Eintracht Frankfurt        |
| 1998 | Harvestehuder THC          | Rot-Weiss Köln             | Dürkheimer HC              | Rüsselsheimer RK 08        |
| 1999 | Der Club an der Alster     | Berliner HC                | Dürkheimer HC              | Klipper THC Hamburg        |
| 2000 | Harvestehuder THC          | Berliner HC                | Dürkheimer HC              | Berliner HC                |
| 2001 | Der Club an der Alster     | Rüsselsheimer RK 08        | Rot-Weiß München           | Klipper THC Hamburg        |
| 2002 | Gladbacher HTC             | Klipper THC                | Uhlenhorster HC Hamburg    | Rüsselsheimer RK 08        |
| 2003 | Der Club an der Alster     | Rot-Weiss Köln             | Münchner SC                | Rüsselsheimer RK 08        |
| 2004 | Der Club an der Alster     | Rüsselsheimer RK 08        | Der Club an der Alster     | Rüsselsheimer RK 08        |
| 2005 | HTC Stuttgarter Kickers    | Berliner HC                | Dürkheimer HC              | Rüsselsheimer RK 08        |
| 2006 | Crefelder HTC              | Berliner HC                | Münchner SC                | Der Club an der Alster     |
| 2007 | Der Club an der Alster     | Rot-Weiss Köln             | Crefelder HTC              | Harvestehuder THC          |
| 2008 | Der Club an der Alster     | Berliner HC                | Rüsselsheimer RK 08        | Der Club an der Alster     |
| 2009 | Rot-Weiss Köln             | Uhlenhorster HC            | Rot-Weiss Köln             | Der Club an der Alster     |
| 2010 | Rot-Weiss Köln             | Berliner HC                | Mannheimer HC              | TSV Mannheim               |
| 2011 | Der Club an der Alster     | Uhlenhorster HC            | Der Club an der Alster     | Berliner HC                |
| 2012 | Berliner HC                | Rot-Weiss Köln             | Rot-Weiss Köln             | Rot-Weiss Köln             |
| 2013 | Rot-Weiss Köln             | Berliner HC                | Harvestehuder THC          | Berliner HC                |
| 2014 | Harvestehuder THC          | Rot-Weiss Köln             | HTC Uhlenhorst Mülheim     | Uhlenhorster HC Hamburg    |
| 2015 | Rot-Weiss Köln             | Uhlenhorster HC Hamburg    | Harvestehuder THC          | Düsseldorfer HC            |
| 2016 | Rot-Weiss Köln             | Uhlenhorster HC Hamburg    |                            |                            |
| 2017 | Mannheimer HC              | Uhlenhorster HC Hamburg    |                            |                            |
| 2018 | HTC Uhlenhorst Mülheim     | Der Club an der Alster     |                            |                            |
| 2019 | HTC Uhlenhorst Mülheim     | Der Club an der Alster     |                            |                            |
| 2020 | Rot-Weiss Köln             | Düsseldorfer HC            |                            |                            |
| 2021 | Geen competitie (Covid-19) | Geen competitie (Covid-19) | Geen competitie (Covid-19) | Geen competitie (Covid-19) |
| 2022 | Rot-Weiss Köln             | Düsseldorfer HC            |                            |                            |
| 2023 |                            |                            |                            |                            |

Australië · België (heren · dames) · Duitsland · Engeland · Finland · Frankrijk · Ierland · India (PHL/WSH/HIL) · Italië · Nederland · Nieuw-Zeeland · Oostenrijk · Polen · Rusland · Schotland · Spanje · Zwitserland